# Calcio-tennis
Il Calcio-tennis, noto anche come Futnet (in ceco e slovacco nohejbal), è uno sport che prevede l’utilizzo di un pallone da calcio, può essere praticato al chiuso o all'aperto in un campo diviso in due metà da una rete alta 1,10 m al centro e 1,05 m ai lati. Due squadre avversarie (uno, due o tre giocatori) cercano di segnare un punto colpendo la palla con qualsiasi parte del corpo ad eccezione delle mani e facendola rimbalzare nell'area avversaria, in modo da rendere difficile o impossibile il rinvio oltre la rete.
In Italia il calcio tennis inizia il suo sviluppo nel 2015 grazie all'ente CSEN Centro Sportivo Educativo Nazionale, primo ente affiliato al CONI e primo ente che dando fiducia a questa nuova disciplina fonda il Settore Nazionale CSEN Calcio tennis.
Il CSEN guidò i suoi atleti alla prima partecipazione di una rappresentativa italiana ai Futnet Wolrd Championships 18-20 Novembre 2016 a Brno in Republica Ceca. 
Nel 2017 è stato organizzato da CSEN il primo International Stage in Puglia a Villa Castelli tenuto da Guillaume Ortis Allenatore della Nazionale Francese di Futnet. 
Nel corso degli anni il movimento del calcio tennis si sta sviluppando con la nascita di associazioni sportivo dilettantistiche su tutto il territorio italiano. Il Settore Nazionale CSEN Calcio tennis è il riferimento in Italia della Unif.
Union Internationale de Futnet e attualmente le associazioni affiliate al CSEN partecipano regolarmente a tutti gli eventi organizzati, promossi sia in Italia sia all'estero sotto l'egida CSEN.
Sulle Ceneri della Ifft, nel 2020 nasce la CTI, Calcio Tennis Italia - Italian FutNet Federation, affiliata all'EPS ASI, con sede istituzionale a Milano.
La CTI dà il via nel 2021 al 1º Campionato Italiano (novità assoluta per il FutNet in Italia), organizzato con una prima fase sul territorio nazionale con tappe regionali e una fase finale a Milano per l'assegnazione del titolo tricolore nelle varie discipline.
La CTI sta sviluppando il progetto per divenire il punto di riferimento in Italia del FutNet seguendo il percorso CONI per le Discipline Sportive Associate.

## Storia
Nel 1922 i calciatori della squadra Slavia Praga iniziarono a praticare un gioco che chiamarono “calcio sopra la corda”, perché inizialmente si utilizzava una fune sospesa orizzontalmente, che venne poi sostituita da una rete. Di solito due o tre giocatori su ciascun lato potevano toccare la palla tre volte (non due tocchi consecutivi dello stesso giocatore) con tutte le parti del corpo ad eccezione delle braccia e potevano far rimbalzare la palla una volta tra i tocchi, tre volte complessivamente prima di passare dall'altra parte.
Nel 1940 furono scritte le prime regole ufficiali. La prima coppa di futnet fu giocata nel 1940 e tra il 1953 e il 1961 si giocò il primo campionato amatoriale chiamato “Trampská liga”. Nel 1961, il futnet fu riconosciuto come sport ufficiale dall'Organizzazione sportiva cecoslovacca (ČSTV) e fu istituita la Commissione Futnet di Praga. Nel 1971 fu fondata la "Český nohejbalový svaz" (Associazione Futnet Ceca) e nel 1974 "Výbor nohejbalového zväzu SÚV ČSTV" (Associazione Futnet Slovacca).
Le competizioni internazionali ufficiali sono state organizzate per decenni. I campionati europei si svolgono dal 1991 e i campionati del mondo dal 1994.
Ad oggi è considerato uno sport a pieno titolo, con le sue regole e le sue competizioni internazionali.
In Italia il Futnet è attualmente gestito dalla CSEN (Centro Sportivo Educativo Nazionale) con una propria sezione di riferimento dedicata al Futnet. Le rappresentative italiane disputano regolarmente le competizioni internazionali organizzate dall'UNIF, ovvero la Futnet World Championships nelle categorie Maschili "Open" ed "Under 21", e in quella Femminile "Open" (negli anni dispari si disputa il mondiale maschile Open, mentre in quelli dispari viene giocato quello maschile Under 21 e quello femminile Open). A livello di club invece viene disputata la UNIF Club World Cup. In Europa i campionati europei vengono organizzati dall'EFTA.
Nel giugno 2015 è stata costituita l’IFFT (Italian Federation Football Tennis) con sede a Torino; nel 2016 una rappresentanza italiana ha partecipato a Cipro per la prima volta ai Campionati Mondiali di Football Tennis FIFTA, mentre nel 2017 in Romania ai Campionati Europei, ottenendo il terzo posto nella categoria Junior singolo.

## Regole
Esistono tre discipline di futnet:
- Singolo: un giocatore, due tocchi,  un rimbalzo consentito in ogni scambio, dimensioni del campo 9 m × 12,8 m.
- Doppio: due giocatori, tre tocchi (ma non due tocchi consecutivi dello stesso giocatore), un rimbalzo consentito per gli uomini e due rimbalzi per le donne e i junior, dimensioni del campo 9 m × 12,8 m.
- Triplo: tre giocatori, tre tocchi (ma non due tocchi consecutivi dello stesso giocatore), un rimbalzo consentito per gli uomini e due per le donne e i junior, dimensioni campo 9 m × 18 m.

In tutte le discipline, un set finisce con un 11 punti, con la regola dei vantaggi (se si è 10-10 si va ai vantaggi finché una non vince o arriva a quota 15). Per vincere una partita, la squadra deve vincere 2 set. Se la palla colpisce la rete e torna nel proprio campo non può essere respinta, a differenza della pallavolo.
L'altezza della rete è di 1,10 m. I giocatori non possono toccare la rete durante il gioco, altrimenti il punto viene attribuito alla squadra avversaria.
La palla da futnet ha dimensioni simili a un pallone da calcio ma è composta da 32 pannelli, di pelle sintetica (naturale) e, se correttamente gonfiata, deve rimbalzare più di mezzo metro.
Il campo da gioco è di 18 m di lunghezza (12,80 m in singolare) per 9 m di larghezza.

## Associazioni internazionali
Nel 1987 fu fondata l'International Footballtennis Association (IFTA, poi ribattezzata FIFTA, la Fédération International de Footballtennis Association). Nel 2010, l'Union Internationale de Futnet (UNIF) è stata fondata da alcuni ex membri della FIFTA, successivamente affiancati da altre nazioni, per dirigere, regolamentare e promuovere lo sport del futnet. Nel dicembre 2012, UNIF contava 17 paesi membri.
Nell'aprile 2010 è stata fondata a Marsiglia, in Francia, la European Futnet Association (EFTA) per riattivare lo sport in Europa, rimasto fermo sotto la FIFTA. Gli attuali membri dell'EFTA includono Svizzera, Francia, Italia, Repubblica Ceca, Slovacchia, Romania, Irlanda, Paesi Baschi, Danimarca, Inghilterra, Polonia, Ucraina e Austria. L'EFTA è l'associazione continentale dell'UNIF in Europa.

## Nome internazionale
Mentre football-tennis è ancora comunemente usato, la parola futnet viene usata più come il nuovo nome internazionale per riflettere la natura indipendente di questo sport che ha circa 100 anni di storia e che ha le sue regole e regolamenti che disciplinano le strutture e le competizioni regolari.

## Campioni del mondo
- 1 ° Campionato del mondo 1994, Košice, Slovacchia

Singolo 1. Ungheria 2. Slovacchia 3. Romania

Doppio 1. Repubblica Ceca 2. Slovacchia 3. Romania

Triplo 1. Slovacchia 2. Repubblica Ceca 3. Romania
- 2 ° Campionato del Mondo 1996, Maceio, Brasile

Singolo 1. Romania 2. Slovacchia 3. Repubblica Ceca

Doppio 1. Slovacchia 2. Repubblica Ceca 3. Romania

Triplo 1. Repubblica Ceca 2. Slovacchia 3. Romania
- 3 ° Campionato del mondo 1998, Szolnok, Ungheria

Singolo 1. Slovacchia 2. Repubblica Ceca 3. Romania

Doppio 1. Repubblica Ceca 2. Slovacchia 3. Romania

Triplo 1. Repubblica Ceca 2. Slovacchia 3. Romania
- 4 ° Campionato del Mondo 2000, Prostejov, Repubblica Ceca

Singolo 1. Repubblica Ceca 2.Slovacchia 3. Romania

Doppio 1. Slovacchia 2. Repubblica Ceca 3. Romania

Triplo 1. Slovacchia 2. Repubblica Ceca 3. Romania
- 5 ° Campionato del Mondo 2002, Szombathely, Ungheria

Singolo 1. Repubblica Ceca 2. Slovacchia 3. Romania

Doppio 1. Repubblica Ceca B 2. Slovacchia 3. Romania

Triplo 1. Slovacchia 2. Repubblica Ceca 3. Romania
- 6 ° Campionato del Mondo 2004, Prostejov, Repubblica Ceca

Singolo 1. Slovacchia "A" 2. Repubblica Ceca "A" 3. Slovacchia "B"

Doppio 1. Repubblica Ceca 2. Slovacchia 3. Romania

Triplo 1. Slovacchia 2. Repubblica Ceca 3. Romania
- 7 ° Campionato del Mondo 2006, Oradea, Romania

Singolo 1. Romania 2. Repubblica Ceca 3. Slovacchia

Doppio 1. Slovacchia 2. Repubblica Ceca 3. Romania

Doppio incrociato 1. Repubblica Ceca 2. Romania 3. Slovacchia

Triplo 1. Slovacchia 2. Repubblica Ceca 3. Romania
- 8 ° Campionato del Mondo 2008, Nymburk, Repubblica Ceca

Singolo 1. Romania 2. Francia 3. Repubblica Ceca

Doppio 1. Repubblica Ceca 2. Romania 3. Slovacchia

Doppio incrociato 1. Repubblica Ceca 2. Slovacchia 3. Romania

Triplo 1. Slovacchia 2. Repubblica Ceca 3. Ungheria
- 9 ° Campionato del Mondo 2010, Istanbul, Turchia (alcuni paesi più forti come Slovacchia, Repubblica Ceca, Francia e Svizzera non hanno partecipato)

Singolo 1. Romania 2. Ungheria 3. Croazia

Doppio 1. Romania 2. Ungheria 3. Croazia

Triplo 1. Ungheria 2. Romania 3. Croazia
- 10 ° Campionato del mondo 2012, Nymburk, Repubblica Ceca

Singolo 1. Slovacchia 2. Ungheria 3. Repubblica Ceca

Doppio 1. Slovacchia 2. Repubblica Ceca 3. Ungheria

Triplo 1. Slovacchia 2. Repubblica Ceca 3. Ungheria
- 11 ° Campionato del mondo 2014, Nicosia settentrionale, Cipro del Nord

Singolo uomini 1. Romania 2. Francia 3. Ungheria

Singolo donne 1. Romania 2. Cipro del Nord 3. Turchia